# Balaganchi Amanikere, Channarayapatna
Balaganchi Amanikere là một làng thuộc tehsil Channarayapatna, huyện Hassan, bang Karnataka, Ấn Độ.